# Wernberg-Köblitz

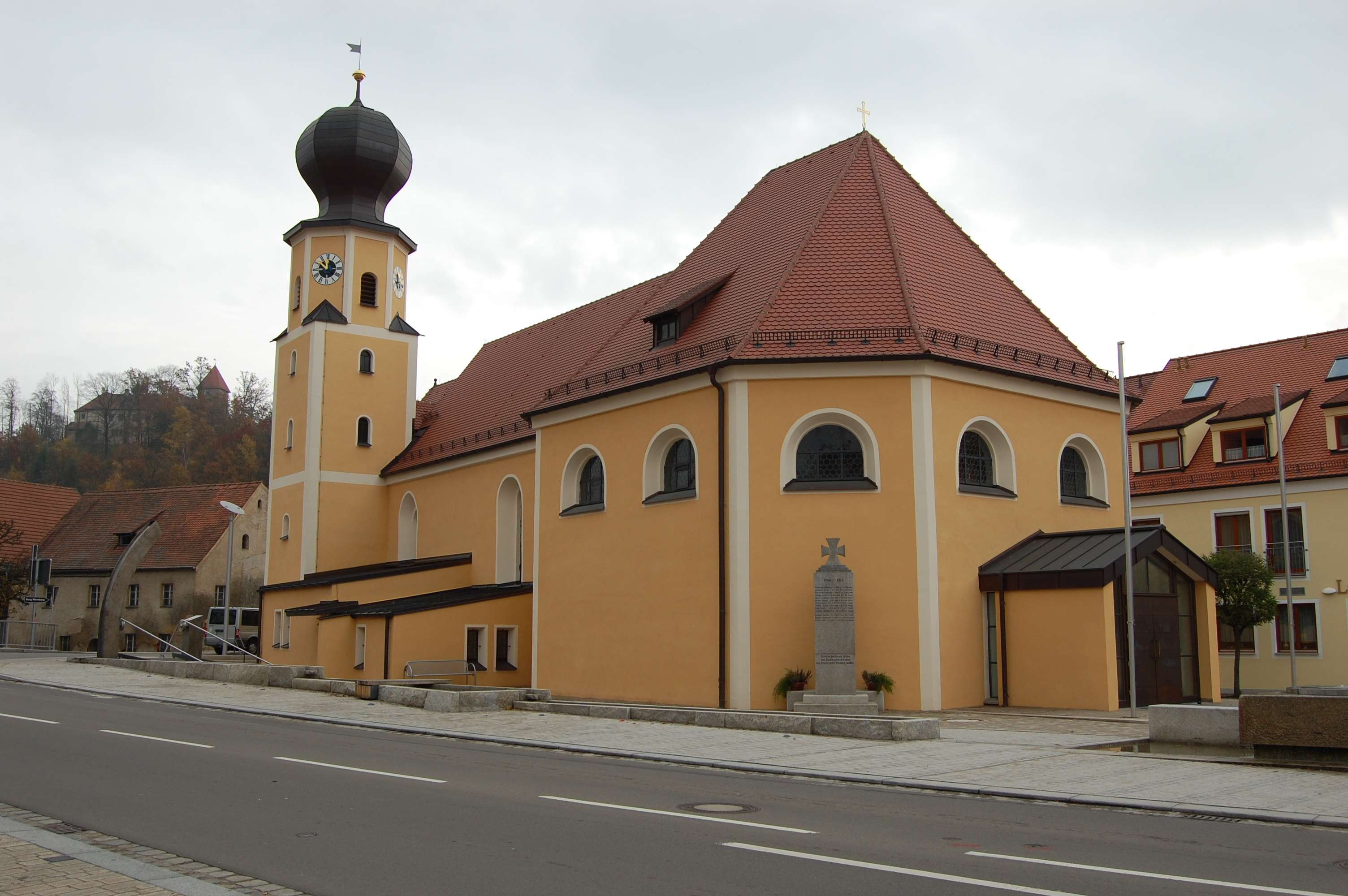
Wernberg-Köblitz

Wernberg-Köblitz este o comună-târg din districtul  Schwandorf, regiunea administrativă Palatinatul Superior, landul Bavaria, Germania.